# ダラヴァーイー

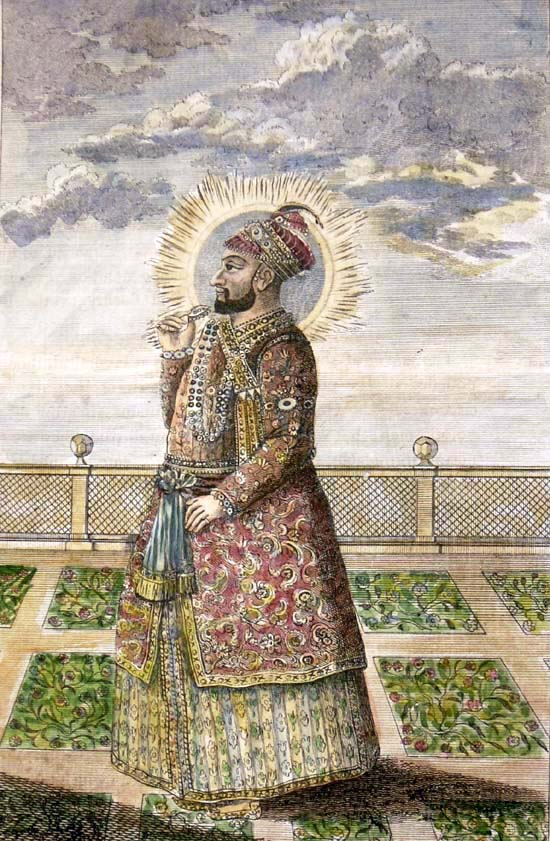
ハイダル・アリー

ダラヴァーイー（Dalavayi/Dalavayee）は、南インドのヒンドゥー諸王朝における軍総司令官の称号。単に軍司令官を指す場合もある。ダラヴァーイとも発音される。
18世紀後半、マイソール王国の政権を握ったムスリム軍人のハイダル・アリーとその息子ティプー・スルターンがこの地位に任命されている。